# 德兴乡 (墨脱县)
德兴乡（藏語：བདེ་ཞིང།，威利转写：bde zhing）是中国西藏自治区墨脱县下辖的一个乡，位于墨脱县城西面，隔雅鲁藏布江与县城毗邻。2007年人口296户，1554人，以门巴族为主。全乡平均海拔1200米，经济以农业为主，2007年农作物播种面积4392.51亩，主要种植玉米、水稻、鸡爪谷等。下辖7个村委会：德兴村、巴登则村、德果村、荷扎村、文浪村、易贡白村、那儿东村，乡政府驻德兴村。